# Aethiamblys congicus
Aethiamblys congicus là một loài tò vò trong họ Ichneumonidae.